# Ilmari Pernaja
Kustaa Ilmari Pernaja (Kymi, Kotka, 10 de febrer de 1892 – Rauma, 20 de juliol de 1963) va ser un gimnasta finlandès que va competir a començaments del segle xx.
El 1912 va prendre part en els Jocs Olímpics d'Estocolm, on va guanyar la medalla de plata en el concurs per equips, sistema lliure del programa de gimnàstica.